# Георги Бижев
Георги Венцеславов Бижев е български футболист, нападател. Роден е на 6 юли 1981 г. в Благоевград.

## Кариера
Играл е за отборите на Пирин, Славия, Спартак (Плевен), Македонска слава, Марек, Тобол (Костанай, Казахстан) – играе в 3 контроли през пролетта на 2005 г., Гомел (Беларус) и Визас (Атина, Гърция).

## Статистика по сезони
- Пирин – 1998/99 - A група, 6 мача/1 гол
- Пирин – 1999/00 - A група, 23/3
- Славия – 2000/01 - A група, 14/4
- Спартак (Плевен) – 2001/02 - A група, 16/4
- Пирин – 2002/03 - Б група, 26/17
- Славия – 2003/ес. - A група, 3/1
- Македонска слава (Симитли) – 2004/пр. - A група, 12/4
- Пирин 1922 – 2004/ес. - Б група, 11/5
- Гомел – 2005/пр. - Беларуска Висша Лига, 12/3
- Марек – 2005/ес. - A група, 14/4
- Визас – 2006/пр. - C'Етники Категория, 12/5
- Визас – 2006/07 - C'Етники Категория
- Велбъжд (Кюстендил) – 2007/ 2008 – 25/7
- ЛКС Ломжа – 2008 – 14/1
- Спартак (Варна) – 2009/ ??? – Б Група, 14/5
- Беласица (Петрич) – 2008/ 2009 – 14/2
- Спартак (Варна) – 2009 – 12/4
- Спортист (Своге) – 2010 – 6/0
- Доростол 2003 – 2010/ 2011 – 22/3
- Ресовия (Жешов) – 2011 – ?/?
- Спартак (Варна) – 2011/ 2012 – 3/1
- Пирин – 2012 – 0/0